# Christian Siriano
Christian Siriano, född 18 november 1985, är en amerikansk modedesigner och vinnaren av den fjärde säsongen av Project Runway. Siriano är seriens yngsta vinnare.

## Karriär

### Project Runway
Innan sin audition för fjärde säsongen av Project Runway arbetade Siriano som frilansande make-up artist för Stila cosmetics och gjorde brudklänningar för privatkunder. Han hade också en kort praktik på Marc Jacobs. Siriano sökte till Project Runway efter ett förslag av en väns mor. Under sin tid på showen vann Siriano fyra utmaningar, mest av alla tävlande under säsongen. Siriano blev en av finalisterna och fick visa upp sin kollektion på New York Fashion Week. Hans samling bestod av couture, med volanger, fjädrar och huvudbonader. Under finalen, som sändes den 5 mars 2008, var Victoria Beckham gästdomare och prisade Sirianos samling som en "frisk fläkt" och uppgav att hon skulle vara "hedrad över att bära" någon del av hans kläder. Siriano vann seriens fjärde säsong. Hans pris var 100 000 dollar till att starta sin egen klädlinje, ett uppslag i tidningen Elle, möjligheten att sälja sin egen klädlinje på Bluefly.com och en 2008 års Saturn Astra. Dessutom vann han säsongens "Fan Favorit"-utmärkelse, baserat på röster från tittarna. I en intervju 2008 sade Tim Gunn om Siriano: "Jag tror verkligen att han är den här generationens Marc Jacobs. Det gör jag verkligen. Vi har hittat Amerikas nästa stora modedesigner. Jag är säker."

### Efter Project Runway
I april 2008 undertecknade Siriano ett avtal med Puma AG om att designa en femton delar stor kollektion. I maj 2008 designade Siriano virtuella balkläder för Gaia Onlines virtuella bal. Han dök upp på Total Request Live för att marknadsföra evenemanget.
Sirianos första modekollektion, Christian V. Siriano, debuterade på New York Fashion Week den 13 september 2008. Han har sedan dess visat kollektioner på New York Fashion Week för våren 2009, hösten 2009 och våren 2010. Den 4 december 2008 meddelades det att Siriano hade skrivit en överenskommelse om att designa en serie av billiga skor och handväskor för Payless ShoeSource. I februari 2009 slog sig Siriano samman med LG Group för att skapa en mode-telefon: LG Lotus (LX600).
I oktober 2009 släppte Siriano en bok med titeln Fierce Style: How To Be Your Most Fabulous Self. Boken skrevs tillsammans med Rennie Dyball och innehöll ett förord av Sirianos förre Runway-mentor, Tim Gunn. 
I augusti 2010 användes Sirianos namn i en Craigslist-bluff. Bluffen gick ut på att man sökte efter kvinnor som var intresserade av att modella för Siriano. Efter att ha hört nyheten postade Siriano detta på Twitter: "FYI (For Your Information) tjejer jag har aldrig och kommer aldrig någonsin leta efter modeller på Craigslist eller online. Dessa fotograferingar jag hör om är bedrägerier! Var försiktig!"
Siriano har även medverkat i ett avsnitt av Ugly Betty, där han spelar sig själv. Andra gästspelare under samma avsnitt är med bland annat Nina Garcia, en av domarna i Project Runway.